# Giáo hoàng Innôcentê III
Innôcentê III (Latinh: Innocens III) là vị giáo hoàng thứ 176 của Giáo hội Công giáo Rôma.
Theo niên giám tòa thánh năm 1806 thì ông đắc cử Giáo hoàng năm 1198 và ở ngôi Giáo hoàng trong 18 năm 6 tháng 9 ngày. Niên giám tòa thánh năm 2003 xác định ông đắc cử Giáo hoàng ngày 8 tháng 1 năm 1198, ngày khai mạc chức vụ mục tử đoàn chiên chúa là ngày 22 tháng 2 và ngày kết thúc triều đại của ngài là ngày 16 tháng 7 năm 1216.
Innocens III là người đã thiết lập thế quyền trong các nước thuộc quyền Giáo hoàng; mở đầu cuộc Thập Tự chinh IV. Ông cũng là người triệu tập Công đồng Chung XII.
Giáo hoàng Innôcentê III sinh tại Anagni, Ý vào khoảng năm 1160 hay 1161 với tên là Giovanni Lotario de Segni. Năm 1198 khi đắc cử Giáo hoàng, ông được 37 tuổi.

## Cải tổ Giáo hội
Innocente III được coi là nhà cải cách trong nội bộ Giáo hội. Ông cổ động việc học hành và giảng thuyết, ra nhiều sắc dụ chống mại thánh và tội phóng túng, nghiên cứu và nhắc nhở từng địa phận, hỗ trợ các Dòng tu, đặc biệt là Xitô và các dòng hành khất.
Ông đã tán thành các dòng tu mới của những người sống khó nghèo, còn được gọi là Tu Sĩ Khất Thực, được sáng lập bởi Phanxicô thành Assisi (1209) và Thánh Đaminh Guzman (1215). Innôxentê III còn đem trở về với Giáo hội Công giáo các tổ chức trước đây lìa bỏ Giáo hội như Hội Người Nghèo ở Lyons, do Durand ở Huesca lãnh đạo, và Hội Người Công giáo Khó Nghèo.
Tôn giáo Pháp đình được Innocent III thiết lập và đã được kiện toàn dưới đời cai trị của Giáo hoàng Grêgôriô IX. Ấy là tòa án của Giáo hội để khám phá và hình phạt những người theo tà giáo.
Dưới chế độ của Tôn giáo Pháp đình, ai nấy buộc phải tố cáo kẻ theo tà giáo. Ai nào bị nghi ngờ theo tà giáo thì bị tra khảo, mà không biết tên kẻ tố cáo mình là gì. Sự điều tra tiến hành bí mật. Viên chánh thẩm của Tôn giáo Pháp đình tuyên án, rồi nạn nhân bị giao cho chức quyền hành chính để bỏ tù chung thân hoặc để thiêu chết. Tài sản của nạn nhân bị tịch thâu, rồi cho Giáo hội và nhà nước chia nhau.

## Chống lạc giáo Cata
Trong thời gian cai trị của Giáo hoàng Innôxentê III, dị giáo Cata (Cathare) tiếp tục phát triển. Giáo hoàng Innocent III đã lên tiếng một cách thẳng thắn. Năm 1199, ông viết: "Chúng ta hãy liên kết với mọi dân tộc, để chuẩn bị một lực lượng chống lại lạc giáo...". Đã có nhiều biện pháp được dùng để giữ cho tôn giáo mới không mở rộng.
Trước hết là các cuộc thập tự chinh do các Giáo hoàng kêu gọi và do vua Pháp cùng các lãnh chúa miền bắc tiền hành. Mở đầu năm 1209, nghĩa là sau khi xảy ra vụ khâm sai Pierre de Castelnau bị ám sát năm 1208.

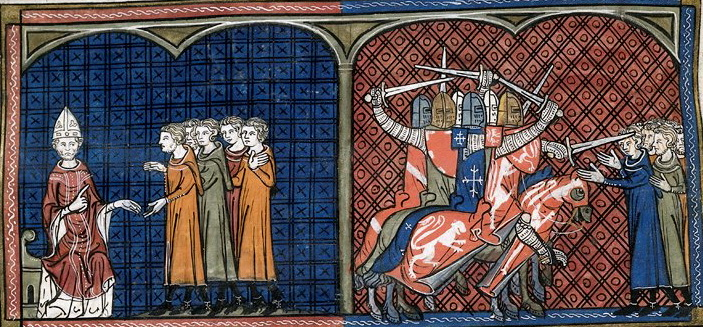
Giáo hoàng Inoocentê III tổ chức thập tự chinh Albigen chống lạc giáo Cathar

Lời kêu gọi của Giáo hoàng Innocent III không kém gì lời hô hào binh thánh giá đi cứu đất thánh: "...Ta thuận ban cho tất cả những ai tham gia cuộc thánh chiến này để bảo vệ đức tin, một ân xá mà ta vẫn ban cho các kẻ hành hương viếng đền thánh Phê-rô tại Rô-ma hoặc Thánh Giacôbê thánh Compostella". 
Cuộc thập tự chinh này còn tàn khốc hơn cả những cuộc thập tự chinh sang đất thánh. Nó tiếp tục với nhiều thăng trầm cho tới năm 1229 khi hòa ước Paris được ký, theo đó vua Pháp được chiếm một phần lớn xứ Languedoc.

## Quyền của Giáo hoàng

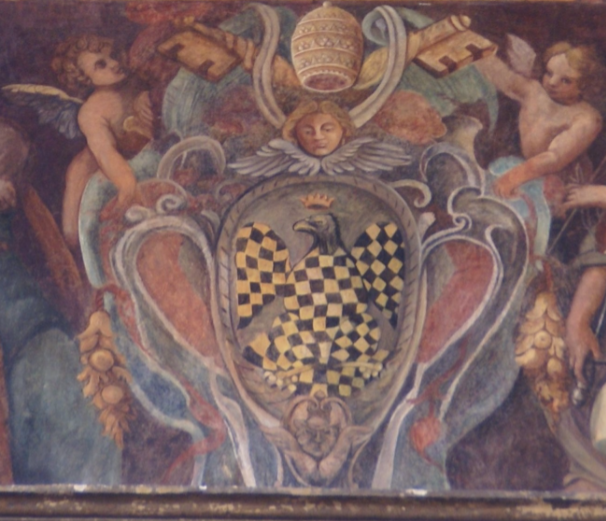
Tư huy của Inôcentê III tại Santo Spirito di Sassia, Rome

Ông là một lý thuyết gia về thần quyền Giáo hoàng. Đối với ông Giáo hoàng là người trung gian giữa Thiên Chúa và vua chúa; Innocente III nhắm đến một cộng đồng các quốc gia Kitô trên hoàn vũ, sống theo luật Tin Mừng tuân theo một quyền bính tối cao mà đại diện Đức Kitô nơi trần gian là Giáo hoàng.

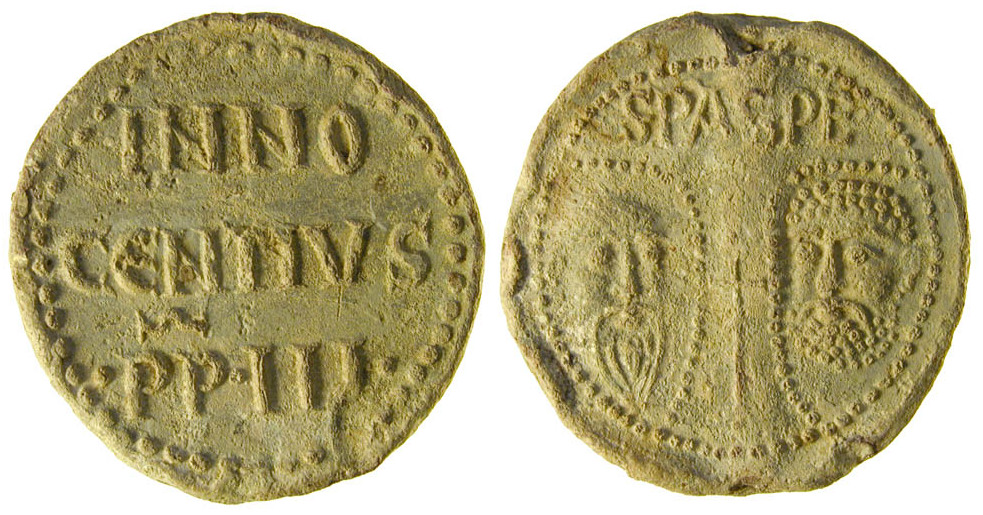
Bulla của giáo hoàng Inôcentê III.

Innôcentê III tâm sự: "Giáo hội đã giao cho tôi một gia sản quý hơn mọi gia sản. Vì việc có đầy đủ quyền thiêng liêng sẽ mang đến vô vàn sở hữu trần gian. Bởi vì các tông đồ chỉ được gọi là chia sẻ quyền bính, chỉ riêng Phêrô có đầy đủ quyền bính. Tôi đã được người trao mũ linh mục và vương miện trong vương quốc. Người đặt tôi làm đại diện với phẩm phục ghi rõ "vua các vua, chúa các chúa, linh mục đời đời theo phẩm hàm Melchisedech..."
Như mặt trăng nhận ánh sáng từ mặt trời, quyền lực của vị vua, cả vinh dự và phẩm chức, cũng từ quyền lực của các Giáo hoàng như vậy. Chúng tôi đã nhận quyền lực từ Chúa Cha đầy thương xót, chúng tôi cũng phải dùng quyền ấy để ủng hộ những ai biết dùng chúng với lòng xót thương.
Innôcentê III, là người đầu tiên đã dùng danh xưng Đại Diện Đức Kitô. Giáo hoàng Innôcentê III ký sắc lệnh tuyên bố rằng người kế vị Phêrô "không bao giờ, bằng bất cứ cách nào, có thể tách khỏi đức tin Công giáo" tức là sự vô ngộ của Giáo hoàng; lên án bản Tín điều; cấm đọc Kinh Thánh bằng tiếng bản xứ.

## Quốc gia Giáo hoàng
Nước Tòa thánh trở nên cường thịnh dưới triều đại của Giáo hoàng Innôcentê III. Bên cương được mở rộng ở miền bắc (Toscana) và Tây nam (Ancona, Spoleta, Benevento, Campania); đảo Corsia và Sicilia cũng có những đại diện từ Roma gửi đến cai trị. Giáo hoàng trở thành ông vua, quy tụ được các lực lượng trọng yếu, mang màu sắc quốc gia, với những nguồn lợi kinh tế và quân sự quan trọng.
Innôcentê III nói: "Ta đã được Thiên Chúa đặt trên các Dân tộc và các Quốc gia". "Giáo hội Roma là Mẹ và là Thầy của các Giáo hội khắp toàn cầu". " Ta nắm mọi quyền hành của chúa Ky-tô trên mặt đất và bước theo Người ta phải mưu hòa bình cho nhân loại".

## Quan hệ với các nước

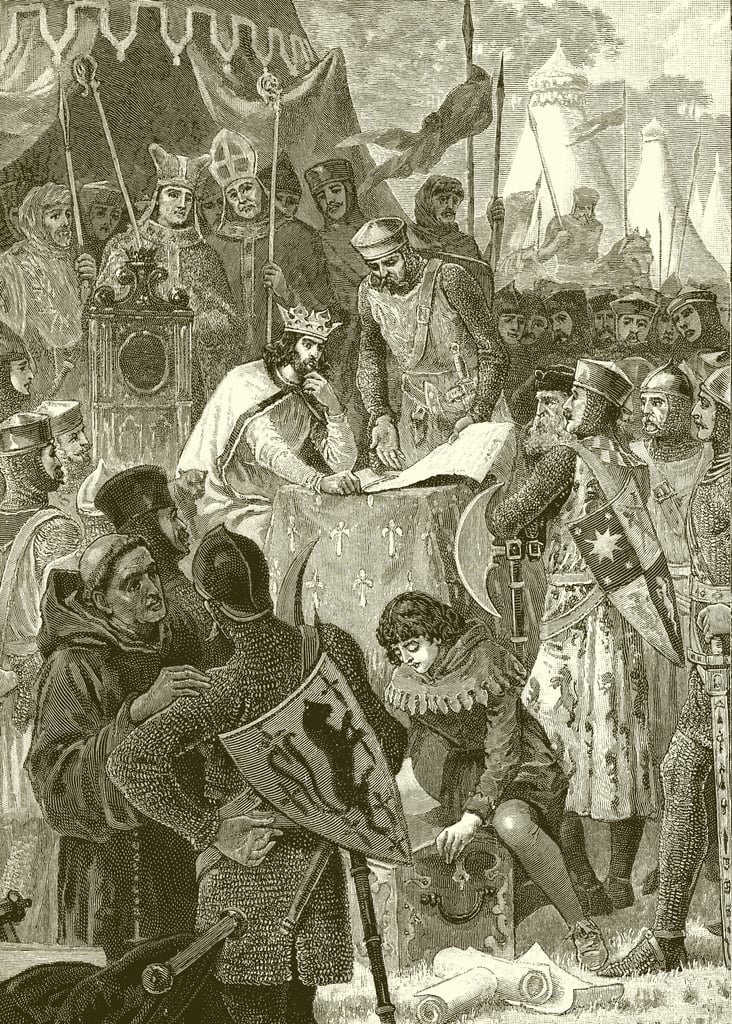
Gioan nước Anh ký bản Đại Hiến chương với giáo hoàng Innôcentê III

Chính Innôcentê III đã đưa quyền Giáo hoàng lên đến đỉnh cao khi Giáo hoàng trở thành trọng tài của các quốc gia. Innôcente III đã tỏ ra một nghị lực không hề mỏi mệt. Ông đã xoay xở để mọi nhà cầm quyền thế tục phải phục tùng Giáo hội qua sự thuyết phục hoặc sử dụng vạ tuyệt thông hay khai trừ.
- Tại Đức, Ông giải quyết các vụ xung đột tranh ngôi hoàng đế; năm 1200 Innôcentê III tuyên bố ủng hộ Otton de Brunswick (Otton IV) khiến ông này được lên ngôi (1198-1212) và được chính ông làm lễ tấn phong vào năm 1209. Rồi khi xung đột quay trở lại thì ông làm lễ phế truất Otton và thừa nhận Frédéric de Sicile (Frederic II).
- Tại Pháp, vua Philippe Auguste kiên quyết chống lại tham vọng của Tòa thánh, nhưng trong cuộc "thập tự chinh Albigeois" thứ nhất, Giáo hoàng đã đạt được việc phế truất bá tước Raimond de Toulouse và thay ông này bằng Simon de Montfort, một lãnh chúa miền Bắc (năm 1213). Ông cũng lên tiếng kết bản án "Đại Ước Pháp".
- Tại Tại Anh, sau cuộc xung đột kéo dài với vua Jean Sans Terre, Innocent III buộc vua phải thần phục năm 1213. Vua nhường vương quốc của mình cho Giáo hoàng, Giáo hoàng trả lại vương quốc cho vua với điều kiện vua làm lễ "thần phục" và trả Giáo hoàng một khoản tô.

Anh trở thành nước chư hầu của Tòa thánh giống như Aragnon (Pháp) và các vương quốc Serbie, Bulgarie, Đan Mạch...Năm 1215 một cuộc nổi dậy đã ầm cho những điều khoản trên trở nên vô hiệu.
- Các quốc gia như Ba Lan, Nam Tư, Tiệp, Hung, Bồ Đào Nha, và sau này Tây Ban Nha cũng tự đặt dưới quyền bảo trợ của Tòa Thánh.

Dần dần ông nêu lên thứ thần quyền chính trị trong Nước Kitô: về lãnh vực siêu nhiên, toàn thể Giáo hội phải vâng phục Giáo hoàng. Còn trong lãnh vực trần thế, Giáo hoàng có thể nhân danh quyền thiêng liêng, can thiệp vào nội bộ các quốc gia để ngăn cản tội ác (ratione peccati), và mưu cầu ơn cứu rỗi cho các tín hữu.

## Thập tự chinh IV
Cuộc Thập Tự Chinh IV được Innôxentê III triệu tập năm 1202, nhưng dù không có phép của ông, thập tự quân đã dừng chân ở Constantinopolis để tấn phong một hoàng đế. Binh lính không ngừng bóc lột và tàn phá thành phố mỹ miều này vào năm 1204.
Một nhà bình luận viết, "Ngay cả người Hồi Giáo còn có lòng từ bi hơn." Sự kiện này đã tạo nên nỗi cay đắng trong tâm hồn Kitô Hữu Đông Phương đối với Giáo hội Công giáo, mà cho đến nay vẫn chưa thể hoàn toàn hàn gắn.
Innôxentê III rung động vì biến cố này, nhưng trong Công Đồng Latêranô IV, ông đã triệu tập một cuộc thập tự chinh khác để khôi phục thành phố Giêrusalem.

## Công đồng chung XII

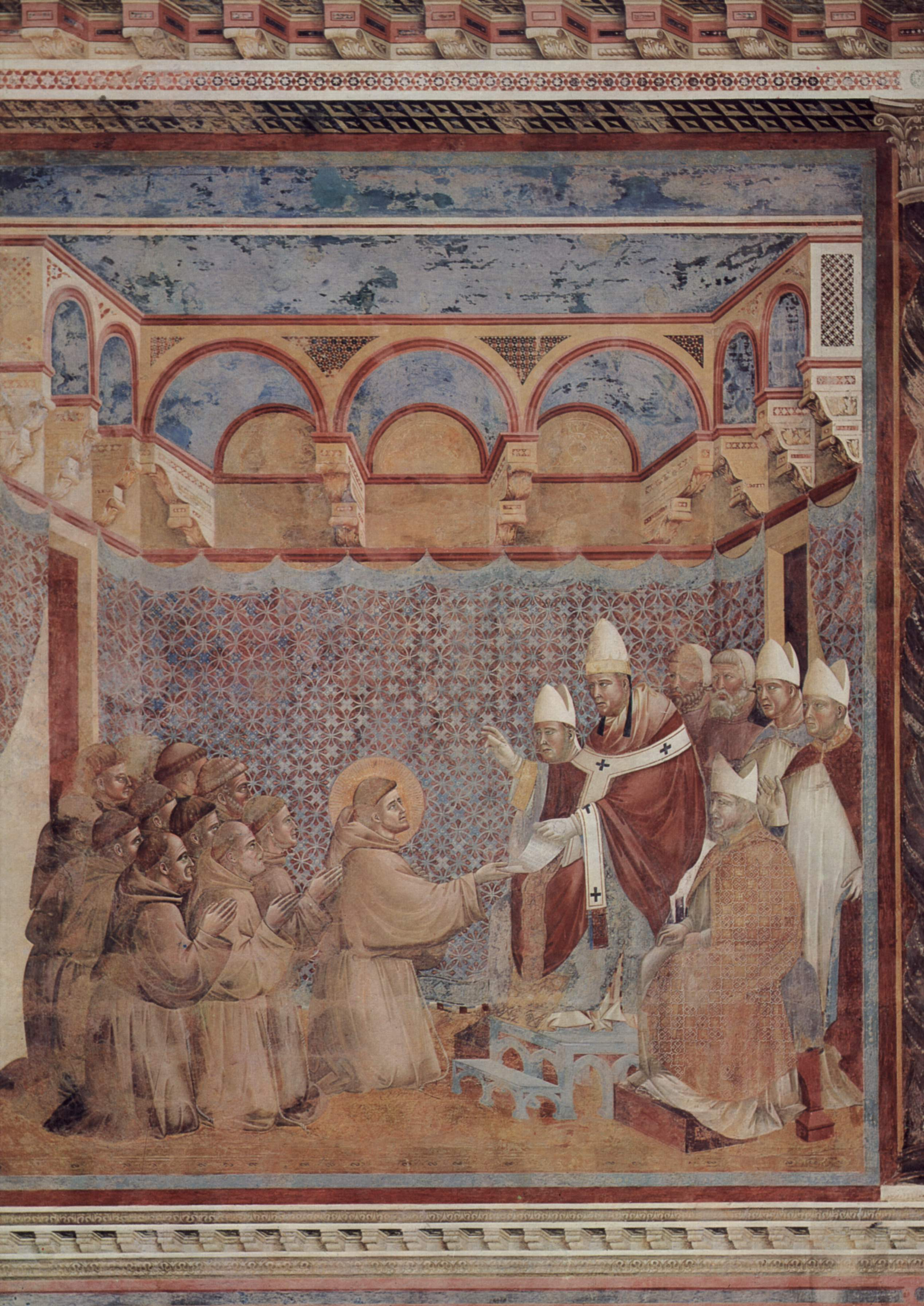
Innôcentê III phê chuẩn dòng Tu sĩ Khất Thực

Năm 1215, Đức Innôcentê II triệu tập Công đồng Latêranô IV. Đây là công đồng chung thứ XII, cũng như ba công đồng Latran trước đã khẳng định một cách đầy đủ thời kỳ cực thịnh của các Giáo hoàng. Tại đây tất cả các tín lý cơ bản về đức tin được phê chuẩn. 
Công đông quy tụ Giám mục và. Mục đích của công đồng là nhằm để canh tân Giáo hội và chống lại phái Cathare, lên án các thuyết lạc giáo Al bigeois, P.De Vanx, Joachime; xác định giáo lý về các bí tích và chấm dứt một số các lạm dụng trong Giáo hội. Các tuyên bố giáo lý đầu tiên liên quan đến sự biến đổi bản thể (transsubstantiation).
Công đồng này qui tụ gần 1500 Nghị phụ gồm 412 Giám mục, 388 giáo sĩ, 800 viện phụ, tu viện trưởng, đặc sứ tham dự bao gồm cả từ Đế quốc Latinh Constantinopolis và từ Syria. Công đồng đã tổng kết và đề ra những chỉ thị cụ thể trong việc cải tổ này.
Công đồng này đã tán thành các nghị định cải tổ mà các quyết nghị ấy đã ảnh hưởng đến Giáo hội trong nhiều thế kỷ, như nhiệm vụ của người Công giáo là phải đi xưng tội với linh mục và rước lễ mỗi năm ít là một lần trong mùa Phục Sinh. Công đồng này tán thành việc sử dụng danh từ biến thể (transsubstantialion), tức là bánh và nước nho của Tiệc thánh biến thành Thịt và Huyết thật của Chúa; và cũng có những xử trí để ngăn chặn lạc giáo như Tòa Thẩm Tra.

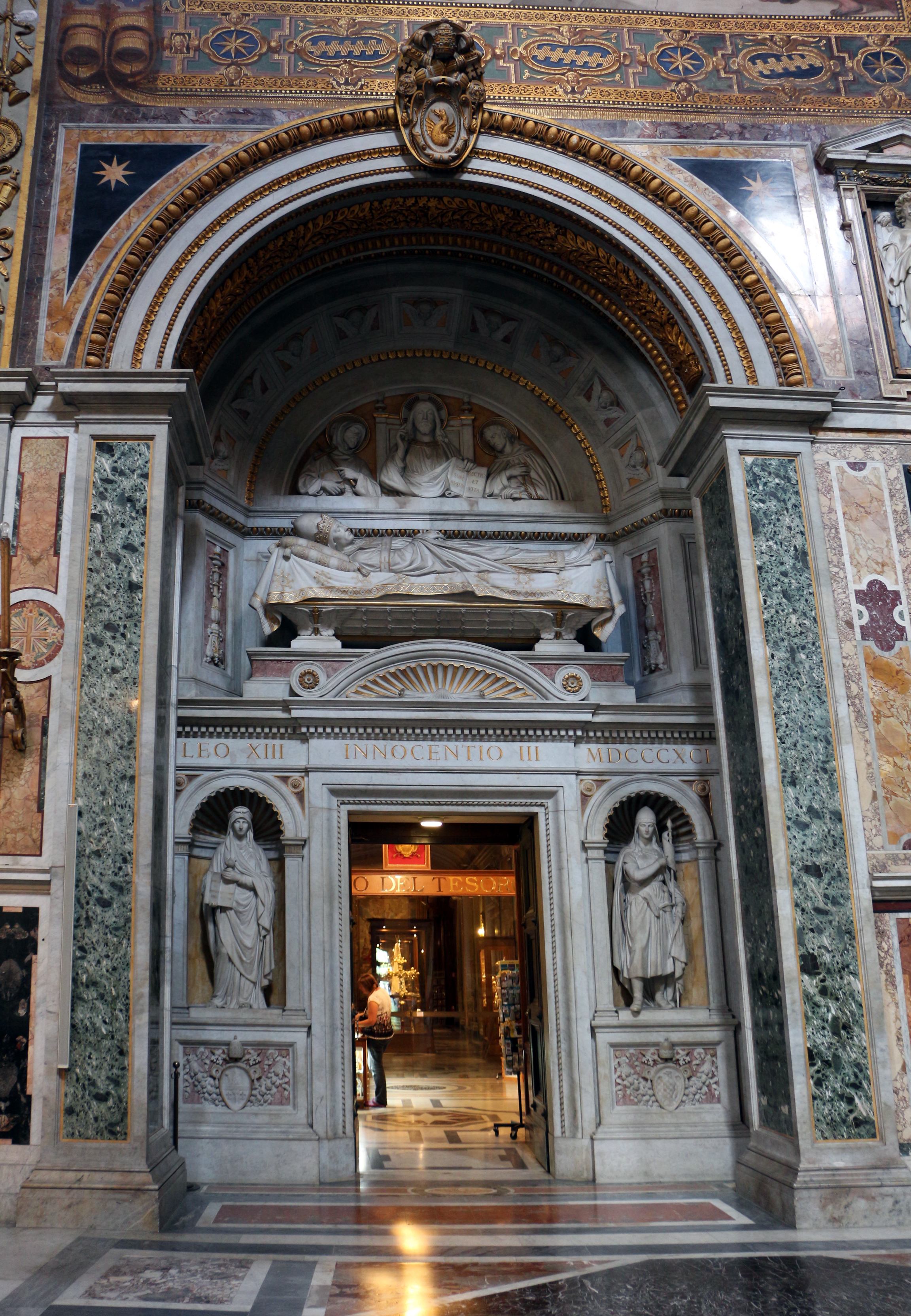
Mộ phần tại vương cung thánh đường Thánh Gioan Latêranô

Công đồng Latran IV đã có giải pháp để chống lại sự lan rộng của lạc giáo: 

"Công đồng nhận thấy có nhiều Giám mục không thể đích thân thi hành việc rao giảng Lời Chúa, nhất là những vị có địa phận rộng lớn. Bởi vậy, Công đồng truyền cho các vị ấy chọn một số người có khả năng hoàn thành sứ mạng giải Lời Chúa một cách hữu hiệu, và khi đã có uy tín trong lời nói việc làm quý vị sẽ đến tận nơi, tức những nơi mà các Giám mục không thể đích thân đến được, để thăm viếng người dân được ủy thác và quý vị sẽ dạy dân bằng lời nói cùng gương sáng."

## Qua đời
Giáo hoàng Innôcentê III qua đời ngày 16 tháng 7 năm 1216 ở tuổi 57 do bị bệnh sốt rét tấn công, tại Pésouse, nghĩa là chỉ mấy tháng sau công đồng Latran IV.
Ông đã để lại nhiều tác phẩm tu đức như "Về sự khinh chê thế gian", "Về mầu nhiệm thánh lễ". Thánh ca Stabat Mater và kinh Veni Sancte Spiritus cũng là tác phẩm của ông.